# Dekanat Lublin
Dekanat Lublin – jeden z 5 dekanatów diecezji lubelsko-chełmskiej Polskiego Autokefalicznego Kościoła Prawosławnego.

## Parafie
W skład dekanatu wchodzi 5 parafii:
- parafia św. Mikołaja w Dratowie
  - cerkiew św. Mikołaja w Dratowie
- parafia Przemienienia Pańskiego w Lublinie
  - sobór Przemienienia Pańskiego w Lublinie
  - cerkiew Świętych Niewiast Niosących Wonności w Lublinie
  - cerkiew Świętych Kosmy i Damiana w Kolechowicach
- parafia św. Piotra Mohyły w Lublinie
  - cerkiew Podwyższenia Krzyża Pańskiego w Lublinie
- parafia św. Równej Apostołom Marii Magdaleny w Puławach
  - cerkiew św. Równej Apostołom Marii Magdaleny w Puławach
- parafia Świętych Cyryla i Metodego w Sandomierzu
  - cerkiew Świętych Cyryla i Metodego w Sandomierzu[1]

Na terenie dekanatu znajduje się też nieużytkowana cerkiew w Dęblinie, będąca od 1 grudnia 2021 r. własnością PAKP.